# Bahnhof Fürth (Odenw)
Der Bahnhof Fürth (Odenw) ist der Bahnhof von Fürth in Hessen.

## Geschichte
Im Jahre 1895 wurde der Bahnhof als Endbahnhof der Weschnitztalbahn eröffnet, die Fürth mit dem Bahnhof Weinheim (Bergstraße) verbindet. Das Empfangsgebäude ist ein Typenbau, der nördlich der Strecke errichtet wurde. Es ist ein Kulturdenkmal nach dem Hessischen Denkmalschutzgesetz und steht damit unter Denkmalschutz. Der Bahnhof hatte früher zwei Bahnsteiggleise, wovon eines im Jahr 1994 wie auch die übrigen Nebengleise entfernt wurde.
1935 gab es ein Gleis am Hausbahnsteig und ein weiteres Gleis mit einem Zwischenbahnsteig. In der Verlängerung des Hauptgleises zweigte ein Gleis zur Ladestraße ab, das auf der Westseite eine Kopframpe besaß. Hier befindet sich inzwischen der Busbahnhof. Auf der südlichen Bahnhofsseite gab es eine Verladerampe für das Syenitwerk Erlenbach&Co.
Parallel zu den Bahnsteiggleisen gab es ein Abstellgleis, südlich davon einen zweigleisigen Lokschuppen mit Übernachtungsgebäude, der um 1964 abgerissen wurde.

## Gegenwart
Seit 1994 handelt es sich betriebstechnisch um einen Haltepunkt. Der verbliebene Bahnsteig wurde etwa 2010 erneuert und ist mit Blindenleitstreifen versehen.
Halbstündlich, an Wochenenden und in den Nebenverkehrszeiten stündlich, verkehrt eine Regionalbahn.
| Linie                    | Strecke                                                                      | Taktfrequenz       |
| ------------------------ | ---------------------------------------------------------------------------- | ------------------ |
| RB 69                    | Weinheim (Bergstr) – Birkenau – Mörlenbach – Rimbach (Odenw) – Fürth (Odenw) | (Halb-)Stundentakt |
| Stand: 15. Dezember 2024 |                                                                              |                    |

Güterverkehr gibt es nicht mehr.
Vor dem Empfangsgebäude befindet sich ein kleiner Busbahnhof. Von hier aus fahren Regionalbusse in den Odenwald.